# Internationale Wielertrofee Jong Maar Moedig 2016
La 32e édition de l'Internationale Wielertrofee Jong Maar Moedig a eu lieu le 29 juin 2016. Elle fait partie du calendrier UCI Europe Tour 2016 en catégorie 1.2.

## Classement final
| \| Classement général \| Classement général \| Classement général \| Classement général \| Classement général \| \| Coureur \| Coureur \| Pays \| Équipe \| Temps \| \| ------------------ \| -------------------- \| ------------------ \| -------------------------------- \| ------------------ \| \| 1er \| Jérôme Baugnies \| Belgique \| Wanty-Groupe Gobert \| 4 h 23 min 10 s \| \| 2e \| Dimitri Claeys \| Belgique \| Wanty-Groupe Gobert \| + 3 s \| \| 3e \| Grégory Habeaux \| Belgique \| Wallonie Bruxelles-Group Protect \| + 5 s \| \| 4e \| Baptiste Planckaert \| Belgique \| Wallonie Bruxelles-Group Protect \| + 7 s \| \| 5e \| Mark McNally \| Royaume-Uni \| Wanty-Groupe Gobert \| + 7 s \| \| 6e \| Nathan Van Hooydonck \| Belgique \| BMC Development \| + 7 s \| \| 7e \| Martijn Budding \| Pays-Bas \| Rabobank Development \| + 7 s \| \| 8e \| Kevin De Jonghe \| Belgique \| Cibel-Cebon \| + 7 s \| \| 9e \| Dimitri Peyskens \| Belgique \| Veranclassic-Ago \| + 7 s \| \| 10e \| Dries De Bondt \| Belgique \| Verandas Willems \| + 17 s \| |                      |             |                                  |                 |
| |                      |             |                                  |                 |
| Source : ProCyclingStats |                      |             |                                  |                 |
| Classement général |                      |             |                                  |                 |
| Coureur | Coureur              | Pays        | Équipe                           | Temps           |
| 1er | Jérôme Baugnies      | Belgique    | Wanty-Groupe Gobert              | 4 h 23 min 10 s |
| 2e | Dimitri Claeys       | Belgique    | Wanty-Groupe Gobert              | + 3 s           |
| 3e | Grégory Habeaux      | Belgique    | Wallonie Bruxelles-Group Protect | + 5 s           |
| 4e | Baptiste Planckaert  | Belgique    | Wallonie Bruxelles-Group Protect | + 7 s           |
| 5e | Mark McNally         | Royaume-Uni | Wanty-Groupe Gobert              | + 7 s           |
| 6e | Nathan Van Hooydonck | Belgique    | BMC Development                  | + 7 s           |
| 7e | Martijn Budding      | Pays-Bas    | Rabobank Development             | + 7 s           |
| 8e | Kevin De Jonghe      | Belgique    | Cibel-Cebon                      | + 7 s           |
| 9e | Dimitri Peyskens     | Belgique    | Veranclassic-Ago                 | + 7 s           |
| 10e | Dries De Bondt       | Belgique    | Verandas Willems                 | + 17 s          |